# Thomas A. Dorsey
Thomas Andrew Dorsey, auch Georgia Tom, (* 1. Juli 1899 in Villa Rica, Georgia; † 23. Januar 1993 in Chicago) war Blues- und Gospelmusiker (Gesang), Piano, Komposition; laut Allmusic gilt er als „Vater der Gospelmusik“. 

## Leben und Wirken
Dorsey war Sohn eines Baptistenpredigers und einer Klavierlehrerin und Neffe des Kirchenorganisten. Aber aus der Nachbarschaft war er auch anderen musikalischen Eindrücken ausgesetzt: Zirkusmusik, Blues, Vaudeville, Hillbilly Balladen, und die Revival-Hymnen von Billy Sundays Kantor Homer Rodeheaver.
In seiner späteren Jugend zog er nach Atlanta, wo er als Klavierbegleiter und Gesangslehrer arbeitete, etwa für Bluessängerinnen wie Bessie Smith und Ma Rainey. In Chicago, wo er ab 1916 Komposition und Arrangement studierte, spielte er bei Rent-Partys unter den Namen Barrelhouse Tom and Texas Tommy. 
1925 gründete er für Ma Rainey die „Wild Cats Jazz Band“. Bekannt wurde er als Georgia Tom zusammen mit seinem musikalischen Partner Tampa Red. Mit ihm hatte er 1928 mit „It’s Tight Like That“ einen großen Hit im Stil des sogenannten „Hokum Blues“.
Der schlüpfrige Text von Liedern wie „It’s Tight like That“ brachte ihm manchen Ärger ein, nachdem er 1928 eine spirituelle Bekehrung erlebte. Er begann Gospelstücke zu komponieren, die wie zuerst „If You See My Savior“ auf einer Bluesstruktur beruhten. Willie Mae Ford Smith trug dieses Stück auf dem Nationalen Baptistenkongress mit großem Erfolg vor. Das führte zu seiner Anstellung als musikalischer Leiter an der Pilgrim Baptist Church in Chicago, was es ihm ermöglichte, sich ganz auf die Gospelmusik zu konzentrieren; 1932 gründete er dort den ersten Gospelchor. 
Bald schon war er als Gospelmusiker bekannter als im Blues. Unter seinen eigenen Gospel-Kompositionen waren Hits wie „It’s A Highway To Heaven“, die große Hymne unter den Gospelsongs „Take My Hand, Precious Lord“ geprägt durch den unverwechselbaren Sound der HB310, und besinnliche Lieder wie „What Then“. Er war der musikalische Mentor der berühmten Gospelsängerin Mahalia Jackson und schrieb für sie 1939 den Song „Peace in the Valley“. Er gründete den ersten Verlag für Black Gospel Musik.

## Ehrungen
Dorsey wurde 1994 in die Oklahoma Jazz Hall of Fame aufgenommen. 2013 wurde er in die Southern Gospel Music Hall of Fame aufgenommen. 2018 folgte die Blues Hall of Fame.